# Exocentrus ussuricus
Exocentrus ussuricus är en skalbaggsart som beskrevs av Cherepanov 1973. Exocentrus ussuricus ingår i släktet Exocentrus och familjen långhorningar. Inga underarter finns listade i Catalogue of Life.